# حاجي أباد ميربغ (مقاطعة دلفان)
حاجي أباد ميربغ (بالفارسية: حاجی‌آباد) هي مستوطنة تقع في قسم ميربغ الجنوبي الريفي (مقاطعة دلفان) في إيران. يقدر عدد سكانها بـ 77 نسمة .